# Список преподавателей Бестужевских курсов
Список преподавателей Бестужевских курсов — список лиц, преподававших на Санкт-Петербургских Высших женских (Бестужевских) курсах.

## А
- Абрамович, Дмитрий Иванович (1873—1955) — история русской литературы и языка, церковнославянский язык и палеография (1910—1918)
- Аганин, Марк Абрамович (1876—1940) — геофизика (1915—1918)
- Агафонова, Мария Васильевна (урожд. Сорокина; 1885—?) — анатомия, гистология (1911—1918)
- Аггеев, Константин Маркович — истории церкви
- Агеева, Мария Григорьевна (урожд. Чебукина; 1881—1961) — химия (1903—1905)
- Аггеенко, Владимир Наумович (1860—1907) — практические занятия по ботанике (1884—1886)
- Адрианова, Ксения Александровна (урожд. Фермор) — зоология (1914—1918)
- профессор Айналов, Дмитрий Власьевич (1862—1939) — история искусств (1907—1916)
- Александрова, Мария Алексеевна (урожд. Постникова; 1874—1924) — практические занятия по русской истории (1895—1897)
- профессор Андрусов, Николай Иванович (1861—1924) — геология (1912—1916)
- Аничков, Евгений Васильевич (1866—1937) — романо-германская филология (1902—1908)
- Анненский, Иннокентий Фёдорович (1855—1909) — русский язык (1890)
- Арнольд, Георгий Фёдорович (1874—1935) — зоология (1911—1914)
- Артемьев, Николай Александрович — алгебра (1878—1885)
- Афанасьева, Милица Васильевна (1889—?) — практические занятия по физиологии растений (1915—1918)
- Афанасьева-Эренфест, Татьяна Алексеевна (1876—1964) — практические занятия по математике (1901—1902)
- Ахмерова, Сара-Шагбаз Гиреевна (1889—?) — история римского права (1913—1916)

## Б
- Байков, Александр Александрович (1870—1946) — химия (1907—1916)
- профессор Баклунд, Оскар Андреевич (1846—1916) — астрономия (1890—1916)
- Баранова, Екатерина Павловна (1887—1976) — физика (1917—1918)
- Барсков, Яков Лазаревич (1863—1938) — методика преподавания русской истории (1902—1916)
- Батюшков, Фёдор Дмитриевич (1857—1920) — история литературы (1886—1887, 1890—1894, 1897—1903)
- профессор Бауэр, Василий Васильевич (1833—1884) — всеобщая история (1878—1884)
- профессор Бекетов, Андрей Николаевич (1825—1902) — ботаника (1878—1887)
- Бекетов, Николай Николаевич (1827—1911) — физико-химия (1887—1902)
- Белопольский, Аристарх Аполлонович (1854—1934) — астрономия (1907—1918)
- Бенешевич, Владимир Николаевич (1874—1938) — история церковного права (1910—1916)
- Березанская, Елизавета Савельевна (урожд. Ангеницкая; 1890—1969) — астрономия (1915—1918)
- Беркос, Пётр Андреевич — практические занятия по зоологии (1897—1899)
- Бернес, Роберт Яковлевич — английский язык (1907—1916)
- Берхен, Татьяна Матвеевна (урожд. Глаголева; 1885—1962) — русская литература (1907—1918)
- Бестужев-Рюмин, Константин Николаевич (1829—1897) — русская история (1878—1882)
- Билибин, Николай Иванович (1846—1914) — математика (1878—1903)
- Бирон, Евгений Владиславович (1874—1919) — физико-химия (1907—1916)
- Боброва, Лидия Ивановна (урожд. Колотова; 1881—1969) — химия (1917)
- Богданов, Модест Николаевич (1841—1888) — зоология (1878—1885)
- Богдановская, Вера Евстафьевна (в замуж. Попова; 1867—1896) — химия (1891—1894)
- Богдановская-Гиенэф, Ивонна Донатовна (1886—1968) — биология (1914—1918)
- Богомолец, Иван Васильевич (1856—?) — химия (1886—1916)
- Бодуэн де Куртенэ, Иван Александрович (1845—1929) — общее и сравнительное языкознание, славяноведение (1907—1917)
- профессор Боргман, Иван Иванович (1849—1914) — физика (1878—1914)
- Бородин, Иван Парфеньевич (1847—1930) — ботаника (1886—1911)
- Боткина-Враская, Надежда Степановна (1878—1942) — всеобщая история (1907—1916)
- профессор Браун, Фёдор Александрович (1862—1942) — романо-германская филология (1893—1918)
- Броунов, Пётр Иванович (1852—1927) — физика, метеорология (1889—1890)
- Бубнов, Николай Михайлович (1858—1943) — всеобщая история (1890—1891)
- Бубнова, Вера Алексеевна (урожд. Булатова) — химия (1895—1902)
- Булгаков, Николай Александрович (1867—1931) — физика (1900—1916)
- Булич, Сергей Константинович (1859—1921) — общее и сравнительное языкознание, русская филология, теория музыки (1891—1918)
- Булычев, Пётр Васильевич (1883—1942) — русская филология (1910—1916)
- Бутлеров, Александр Михайлович (1828—1886) — химия (1878—1885)
- Буш, Николай Адольфович (1869—1941) — ботаника (1911—1916)
- Быкова, Татьяна Александровна (1893—1975) — история средних веков (1918)

## В
- Вагнер, Николай Петрович (1829—1907) — зоология (1878—1883, 1885—1887)
- Вальтер, Филипп Антонович (1865—1936) — гражданское право (1910)
- Варзар, Софья Михайловна (урожд. Домбровская; 1878—1957) — практические занятия по астрономии (1898—1901)
- Варрон (Варранд?) — французский язык (1878—1879)
- Васильев, Александр Александрович (1867—1953) — всеобщая история (1913—1916)
- Васильев, Александр Васильевич (1853—1929) — математика (1910—1916)
- Васильев, Леонид Лазаревич (1880—1920) — русская филология (1910—1914)
- Васильева-Синцова, Александра Феофилактовна (1875—1943) — химия (1909—1918)
- Васильевский, Василий Григорьевич (1838—1899) — всеобщая история (1878—1888)
- Введенский, Александр Иванович (18561925) — философия (1889-1918)[1]
- Введенский, Николай Евгеньевич (1852—1922) — физиология (1883—1889, 1902—1918)
- Вейнберг, Борис Петрович (1871—1942) — математика (1901—1903, 1906—1908)
- Вейнберг, Пётр Исаевич (1831—1908) — история всеобщей литературы (1902—1904, 1906—1908)
- Велтистов, Василий Николаевич (1854—1920-е) — богословие (1896—1918)
- Венгеров, Семён Афанасьевич (1855—1920) — история русской литературы (1910—1918)
- Венус-Данилова, Эльфрида Давыдовна (1890—1968) — аналитическая и практическая химия (1913—1918)
- Венюков, Павел Николаевич (1856—1916) — практические занятия по геологии и минералогии (1878—1889)
- Веселовский, Александр Николаевич (1838—1906) — всеобщая литература (1878—1892)
- Владиславлев, Михаил Иванович (1840-1890) — философия, логика, психология (1878—1880)
- Войткевич-Полякова, Нина Владимировна — физика, астрономия (1911—1918)
- Воленс, Нина Васильевна (1893—1937) — политическая экономия (1915—1918)
- Волков, Михаил Сергеевич — математика (1879—1880)
- Вольдемар, Август Иосифович (1886—1942) — классическая филология (1913—1918)
- Воронин, Михаил Степанович (1838—1903) — ботаника (?—?)
- Вульфиус, Александр Германович (1880—1941) — всеобщая история (1907—1916)

## Г
- Гезехус, Николай Александрович (1845—1918) — физика (1878—1889)
- Гельвих, Николай Карлович (1867—?) — классическая филология (1895—1914)
- Гернет, Надежда Николаевна (1877—1943) — математика (1901—1918)
- Герценштейн, Соломон Маркович (1854—1894) — практические занятия по зоологии (1886—1887)
- Гершун, Александр Львович (1868—1915) — физика (1893—1897)
- Гессен, Владимир Матвеевич (1868—1920) — полицейское, государственное право (1907—1916)
- Гибель, Карл Васильевич (1860—1919) — классическая филология (1910—1916)
- Гладковская, Марина Станиславовна (?—?) — статистика (1915—1917)
- Глазенап, Сергей Павлович (1848—1937) — астрономия (1879—1887)
- Гливенко, Иван Иванович (1868—1931) — романская филология (1911—1912)
- профессор Глинка, Константин Дмитриевич (1867—1927) — геология, минералогия (1910—1916)
- Глинка, Сергей Фёдорович (1855—1933) — минералогия (1890—1910)
- Гойхбарг, Александр Григорьевич (1883—1962) — гражданское право (1910—1911, 1914—1915)
- Голицын, Борис Борисович (1862—1916) — астрономия, физика (1909—1916)
- Головачёв, Пётр Михайлович (1861—1913) — испанский язык (1910—1912)
- Грабарь, Владимир Эммануилович (1865—1956) — международное право (1914—1918)
- Граве, Дмитрий Александрович (1863-1939) — математика (1892—1896)
- профессор Градовский, Александр Дмитриевич (1841—1889) — история права (1879—1884)
- профессор Гревс, Иван Михайлович (1860-1941) — всеобщая история (1892—1899, 1901—1918)
- Греков, Борис Дмитриевич (1882—1953) — история (1909—1916)
- Гримм, Давид Давидович (1864—1941) — римское право (1906—1916)
- Гримм, Эрвин Давидович (1870—1940) — всеобщая история (1899—1916)
- Грушевский, Александр Сергеевич (1877—1942) — русская филология (1911—1912)
- Гурвич, Александр Гаврилович (1874—1954) — анатомия, гистология (1907—1916)
- Гуревич, Яков Григорьевич (1841—1906) — всеобщая история (1882—1884)
- Густавсон, Гавриил Гавриилович (1842—1908) — химия (1892—1900)
- Гюббенет, Елизавета Рудольфовна (1882—1857) — биология (1915—1918)
- Гюбер, Фёдор Карлович (1855—1885) — всеобщая история (1879—1883)
- Гюнтер, Николай Максимович (1871—1941) — математика (1902—1918)

## Д
- Давыдова, Ольга Александровна (1859 — после 1928) — химия (1895—1902)
- Дебу, Константин Ипполитович (1867—1942) — химия (1909—1918)
- Дерюгин, Константин Михайлович (1878—1938) — зоология (1913—1916)
- Диксон (Горенбург), Алла Карловна — астрономия (1909—1916)
- Добиаш-Рождественская, Ольга Антоновна (1874—1939) — всеобщая история (1907—1918)
- Добрянская, Нина Ивановна (1887—1977) — неорганическая и органическая химия (1916—1918)
- профессор Дьяконов, Михаил Александрович (1856—1919) — русское право (1906—1916)

## Е
- Егорова, Вера Ивановна (1879—1965) — химия (1905—1918)
- Ельяшевич, Василий Борисович (1875—1956) — гражданское право (1909—1916)
- Емельянова, Александра Георгиевна (1873—1942) — физика (1895—1918)
- Ерёмина, Елизавета Владимировна (1879—1964) — геология (1904—1913)
- Ефименко, Александра Яковлевна (1848—1918) — история, этнография (1907—1918)

## Ж
- Жданов, Александр Маркелович (1858—1914) — астрономия, геодезия (1887—1907)
- Жданов, Иван Николаевич (1846—1901) — русская литература (1887—1889, 1892—1893, 1901—1902, 1907—1908)
- Жижиленко, Александр Александрович (1873 — после 1930) — уголовное право (1909—1917)

## З
- Залесская, Татьяна Евгеньевна (1895—?) — химия (1917—1918)
- Заозерский, Александр Иванович (1874—1941) — русская история (1909—1916)
- Зеберг, Елизавета Федоровна (Фридриховна) (1885—1956) — аналитическая и общая химия (1918)
- Зелецкая, Ядвига Грациановна — зоология (1901—1907)
- профессор Зелинский, Фаддей Францевич (1859—1944) — классическая филология (1889—1890, 1907—1916)

## И
- Иванов, Александр Александрович (1867—1939) — астрономия (1907—1918)
- Иванов, Иван Иванович (1862—1939) — математика (1894—1913)
- профессор Иванов, Константин Алексеевич (1858—1919) — всеобщая история (1897—1902)
- Иванова (Мартьянова), Евгения Сергеевна — астрономия (1906—1918)
- Имшенецкий, Василий Григорьевич (1832—1892) — математика, механика (1883—1891)
- профессор Иностранцев, Александр Александрович (1843—1919) — геология, минералогия, петрография (1878—1889)
- Истрина, Евгения Самсоновна (1883—1957) — общее и сравнительное языкознание, славяноведение (1909—1916)

## К
- Каминка, Август Исаакович (1865—1941) — торговое право (1909—1912)
- Капустин, Михаил Николаевич (1828—1899) — юриспруденция (1878—1882)
- Капустин, Фёдор Яковлевич (1856—1936) — физика (1909—1918)
- профессор Кареев, Николай Иванович (1850—1931) — история, социология (1886—1916)
- Каринский, Михаил Иванович (1840—1917) — философия, логика и психология (1882—1889)
- Каринский, Николай Михайлович (1873—1935) — палеография (1907—1916)
- Карсавин, Лев Платонович (1882—1952) — всеобщая история (1909—1916)
- профессор Карташёв, Антон Владимирович (1875—1960) — история церкви (1907—1917)
- Карцов, Николай Сергеевич (1856 — после 1917) — методика преподавания русского языка (1903—1916)
- Кауфман, Александр Аркадьевич (1864—1919) — статистика (1907—1916)
- Кашерининова, Варвара Александровна (1885—1942) — физика (1901—1918)
- Кирпичников, Александр Иванович (1845—1903) — история всеобщей литературы (1898)
- Кислицына, Елена Григорьевна (1888—1941) — русская литература (1913—1916)
- Клейбер, Иосиф Андреевич (1863—1892) — астрономия, математика (1886—1888)
- Клейненберг, Эрих Карлович (1878—1939) — немецкий язык (1909—1918)
- Клоссовский, Александр Викентьевич (1846—1917) — метеорология (1910—1916)
- Клочков, Михаил Васильевич (1877—1951) — русская история (1907—1914)
- Книпович, Николай Михайлович (1862—1939) — зоология
- Ковалевский, Максим Максимович (1851—1916) — государственное право (1906—1916)
- Кожевникова, Мария Александровна[2] (? — до 1933) — практические занятия по зоологии (1882—1887)
- Козеко, Иван Алексеевич (1854 — не ранее 1903) — русская история (1882—1887)
- Колегерская, Лидия Иосифовна (1890—?) — история римского права (1913—1916)
- Комаровская (Мазуркевич), Янина Ивановна (1882—1937[3]) — анатомия, гистология (1909—1918)
- Кондаков, Никодим Павлович (1844—1925) — история искусств (1890—1891)
- Константинова, Александра Андреевна (1871—1944) — история искусств (1909—1916)
- Коржинский, Сергей Иванович (1861—1900) — ботаника (1896—1900)
- Корсакова, Мария Павловна (1881—1955) — физиология растений (1912—1916)
- профессор Костычев, Сергей Павлович (1877—1931) — ботаника (1884—1885, 1910—1916)
- Котельникова, Ольга Михайловна (1888—1954) — философия (1914—1918)
- профессор Котляревский, Нестор Александрович (1863—1925) — история литературы (1892—1899, 1909—1916)
- Коялович, Борис Михайлович (1867—1941) — высшая математика (1892—1916)
- Кракау, Василий Александрович (1857—1936) — славяноведение (1882—1887)
- Красносельская-Максимова, Татьяна Абрамовна (1884—1950) — биология (1915—1918)
- Крусман, Владимир Эдуардович (1879—1922) — всеобщая история (1907—1908)
- Кузнецов, Николай Яковлевич (1873—1948) — практические занятия по зоологии, энтомология (1902—1905)
- Кульман, Николай Карлович (1871—1940) — методика словесности (1902—1904)
- Курбатова, Варвара Захаровна (1877—1956)[4] — органическая химия (1918)

## Л
- Лавров, Пётр Алексеевич (1856—1929) — славяноведение (1911—1916)
- Лазаревский, Николай Иванович (1868—1921) — государственное право (1906—1916)
- Лапшин, Иван Иванович (1870—1952) — философия (1896—1916)
- Латышев, Василий Васильевич (1955—1921) — история, филология (1883—1885)
- Леве, Евгений Августович (1856—1916) — немецкий язык (1902—1908)
- профессор Левинсон-Лессинг, Франц Юльевич (1861—1939) — геология, петрография (1901—1918)
- Леман-Балановская, Инна Николаевна (1881—1945) — астрономия (1910—1916)
- Ливанов, Г. — математика (1878—1879)
- Лоренцони, Ринальдо Викторович (1857—1924) — итальянский язык (1909—1916)
- Лосиевская, Вера Андреевна (1887—1937) — статистика (1913—1918)
- Лосский, Николай Онуфриевич (1870—1965) — философия (1907—1918)
- Лучицкий, Иван Васильевич (1845—1918) — всеобщая история (1910—1916)
- Львов, Михаил Дмитриевич (1848—1899) — химия (1879—1898)
- Львова, Антонина Дмитриевна (?—1901) — химия (1895—1901)
- Люблинский, Павел Исаевич (1882—1938) — уголовное судоустройство и судопроизводство (1909—1916)
- Ларонд Андрей Александрович (1871 — после 1930) — французский язык (1901—1918)

## М
- Майков, Владимир Владимирович (1863—1942) — русская филология, история (1891—1893, 1910—1912)
- Макаров, Иван Фёдорович (1889?—1971)[5] — статистика (1910—1916)
- Макарова, Елена Юльевна[6] (? — после 1920) — уголовное право (1915—1918)
- Максимова, Екатерина Ивановна (1857—1905) — практические занятия по философии, логике, психологии (1893—1905)
- Малеин, Александр Иустинович (1869—1938) — классическая филология (1917—1918)
- Малер, Елизавета Эдуардовна (1882—1970) — классическая филология (1916—1918)
- Малышева, Вера Сергеевна (1886—1964) — геология (1909—1916)
- Мальцева[7], Надежда Эдуардовна (1880—1967) — философия (1903—1907)
- Мацулевич, Жанетта Андреевна (1890—1973) — история искусств (1916—1918)
- Мелиоранский, Борис Михайлович (1870-1906) — история церкви (1901—1905)
- Менделеев, Дмитрий Иванович (1834—1907) — химия (1878—1879, 1880—1881, 1886—1887)
- Мережковский, Константин Сергеевич (1855—1921) — зоология (1883—1884)
- Метальников, Сергей Иванович (1870—1946) — зоология (1911—1918)
- профессор Мещерский, Иван Всеволодович (1859—1935) — механика (1891—1918)
- Миллер, Орест Фёдорович (1833—1889) — русская литература (1878—1889)
- Миллер-Лебедева, Вера Евгеньевна (1880—1970) — математика (1906—1907)
- Миткевич, Владимир Фёдорович (1872—1951) — физика (1896—1901)
- Мусселиус, Владимир Васильевич (1846—1920) — латинский язык (1878—1879)
- Мушкетов, Иван Васильевич (1850—1902) — геология, география (1892—1901)

## Н
- Некрасов, Николай Петрович (1828—1914) — русский и славянские языки (1878—1881)
- Нечаев, Василий Михайлович (1860—1935) — гражданское судопроизводство (1903—1916)
- Никитский, Александр Васильевич (1859—1921) — история искусств (1917—1918)
- Николаева, Анна Германовна (1890—1942) — история искусств (1916—1918)
- Новопашенный, Алексей Дмитриевич — русский язык (1889—1890)
- Нольде, Александр Эмильевич (1873—1919) — местное гражданское право (1910—1918)
- Нольде, Борис Эммануилович (1876—1948) — международное право (1910—1914)

## О
- Обнорский, Сергей Петрович (1888—1962) — русская филология (1915—1918)
- Овсянико-Куликовский, Дмитрий Николаевич (1853—1920) — русская филология (1907—1918)
- Овсянников, Филипп Васильевич (1827—1906) — физиология (1878—1888)
- Озеров, Иван Христофорович (1869—1942) — финансовое право (1907—1912)
- Опель, Евгения Карловна (1878—1973) — химия (1909—1918)
- Островская, Мария Андреевна (1884 — не ранее 1927) — русская история (1914—1918)
- Оттокар, Николай Петрович (1884—1957) — всеобщая история (1910—1916)

## П
- Павлов-Сильванский, Николай Павлович (1869—1908) — история русского права (1907—1908)
- Палладин, Владимир Иванович (1859—1922) — физиология (1900—1918)
- Пахман, Семён Викентьевич (1825—1910) — историк права (1881—1882)
- Пергамент, Михаил Яковлевич (1866—1932) — гражданское право (1906—1918)
- Пэрна, Николай Яковлевич (1878—1923) — практические занятия по физике (1901—1916)
- Пернэ, Константин Карлович — французский язык (1909—1910, 1914—1915)
- Петражицкий, Лев Иосифович (1867—1931) — энциклопедия права (1906—1916)
- Петров, Алексей Леонидович (1859—1932) — славяноведение (1887—1888, 1891—1918)
- Петров, Дмитрий Константинович (1872—1925) — история всеобщей литературы, новые языки (1902—1916)
- Петрункевич, Александра Михайловна (1873—1965) — всеобщая история (1912—1916)
- Петрушевская, Анна Фёдоровна (1874—1926) — ботаника (1910—1918)
- Петрушевский, Фёдор Фомич (1828—1904) — физика (1906—1909)
- Петухов, Евгений Вячеславович (1863—1948) — русский язык (1888—1889)
- Петухова, Вера Викторовна (1874—1942) — классическая филология (1895—1918)
- Пешекерова, Мария Сергеевна (1886—1957) — химия (1911—1918)
- Пигулевская, Нина Викторовна (1894—1970) — история Византии (1918)
- Пиксанов, Николай Кирьякович (1878—1969) — история литературы (1908—1917)
- Пиленко, Александр Александрович (1873—1956) — международное право (1909—1916)
- Писаржевский, Лев Владимирович (1874—1938) — химия (1912—1913)
- Платонов, Сергей Фёдорович (1860—1933) — русская история (1883—1916)
- Племянникова, Виктория Рафаиловна (1880—1942) — физика (1912—1918)
- Плетнёв, Владимир Дмитриевич (1878—1954) — уголовное судоустройство и судопроизводство (1913—1916)
- Поварнин, Сергей Иннокентьевич (1970—1952) — философия (1915—1916)
- Погодин, Александр Львович (1872—1947) — славяноведение (1909—1910)
- Покровский, Иосиф Алексеевич (1868—1920) — римское и гражданское право (1907—1912)
- Полиевктов, Михаил Александрович (1872—1942) — история искусств, русская история (1907—1916)
- Половцова, Вера Викторовна  (1874? — после 1920) — анатомия, гистология (1906—1918)
- Полосухина, Ольга Андреевна (1883—1958) — чистая математика (1912—1918)
- Поппер, Ольга Морицовна — химия (1895—1902)
- Поссе, Константин Александрович (1847—1928) — математика (1878—1884, 1898—1918)
- Потылицын, Алексей Лавретьевич (1845—1905) — химия (1878—1880)
- Прахов, Адриан Викторович (1846—1916) — историй искусств (1900—1907)
- Преображенский, Владимир Васильевич (1846—1905) — математика (1883—1884)
- Пресняков, Александр Евгеньевич (1870—1929) — русская история (1909—1916)
- Придик, Евгений Мартынович (1865—1935) — классическая филология (1917—1918)
- Приселков, Михаил Дмитриевич (1881—1941) — русская история (1914—1916)
- Протасова, Софья Ивановна (1878—1946) — всеобщая история (1909—1916)

## Р
- Радлов, Эрнест Леопольдович (1854—1928) — философия (1878—1884)
- Рихтер, Андрей Александрович (1871—1947) — ботаника (1895—1899)
- Рождественский, Василий Гаврилович (1839—1917) — богословие (1891—1896)
- Розанов, Н. И. (?—1913) — богословие (1886—1891)
- Розанова, Мария Александровна (1885—1957) — биология (1916—1918)
- Россовская, Вера Александровна (1876 — после 1943) — астрономия (1911—1918)
- Ростовцев, Михаил Иванович (1870—1952) — история (1898—1916)
- Рынкевич, Софья Ефимовна (1881 — после 1917) — государственное право (1913—1916)

## С
- Савич, Сергей Евгеньевич (1864—1946) — математика (1900—1918)
- Садовский, Александр Иванович (1859—1923) — физика (1893—1894)
- Сакара, Надежда Петровна (1884—?) — химия (1909—1914)
- Салазкин, Сергей Сергеевич (1862—1932) — химия (1910—1911)
- Седжфильд, Вальтер Джон (Вальтер Иванович) (1866—1945) — английский язык (1903-1904)
- Селиванов, Дмитрий Фёдорович (1855—1932) — математика (1888—1918)
- Семёнова, Анна Евсеевна (1887—1950) — международное право (1913—1918)
- Сергеевич, Василий Иванович (1832—1910) — история русского права (1906—1907)
- Сердобинская, Анна Елисеевна (1854—?) — физика (1886—1918)
- Середонин, Сергей Михайлович (1860—1914) — русская история (1892—1914)
- Сеченов, Иван Михайлович (1829—1905) — анатомия, физиология (1881—1888)
- Сильверсван, Борис Павлович (1883—1934) — романо-германская филология (1911—1914)
- Сиповский, Василий Васильевич (1872—1930) — русская филология (1902—1918)
- Смирнов, Александр Александрович (филолог) (1883—1962) — романо-германская филология (1915—1918)
- Смирнов, Николай Александрович (1842—1905) — старославянский язык (1888—1890)
- Смирнов, Яков Иванович (1869—1918) — история искусств (1891—1894)
- Смирнова, Юлия Александровна (1877—1952) — математика (1903—1916)
- Соболевский, Алексей Иванович (1857—1929) — церковнославянский язык (1889—1892)
- Сокольский, Владимир Викторович (1848—1921) — русское право (1909—1916)
- Соловьёв, Владимир Сергеевич (1853—1900) — философия (1879—1882)
- Сомов, Андрей Иванович (1830—1909) — история искусств (1883—1889)
- Сомов, Павел Осипович (1852—1919) — механика (1881—1918)
- Сонин, Николай Яковлевич (1849—1915) — математика (1894—1899)
- Спасская, Анастасия Сергеевна (1887—1973) — физиология животных (1911—1918)
- Сперанский, Валентин Николаевич (1877—1957) — история философии права (1909—1918)
- Срезневский, Измаил Иванович (1812—1880) — филология (1878—1880)
- Стеклов, Владимир Андреевич (1864—1926) — математика (1907—1911)
- Степанов, Сергей Лаврентьевич (1863—1914) — древняя история (1891—1898)
- Стрекалова, Людмила Александровна (ок. 1885 — ?) — минералогия (1912—1916)
- Струве, Пётр Бернгардович (1870—1944) — политическая экономия (1909—1916)
- Суханов, Сергей Алексеевич (1867—1915) — судебная медицина (1911—1915)
- Сырцов, Анатолий Иванович (1880—1938) — философия (1915—1916)

## Т
- Табунщикова, Александра Васильевна (1884—1932) — зоология (1912—1918)
- Таганцев, Николай Степанович (1843—1923) — криминология (1878—1882)
- Таль, Лев Семёнович (1866—1933) — гражданское право (1910—1912)
- Тарановский, Фёдор Васильевич (1875—1936) — энциклопедия права (1910—1916)
- Тарле, Евгений Викторович (1874—1955) — всеобщая история (1911—1916)
- Терентьева, Лидия Ивановна (1879—1934) — астрономия (1906—1918)
- Терешин, Сергей Яковлевич (1863—1921) — физика (1894—1918)
- Теттенборн, Зинаида Ричардовна (1893—1975) — римское право (1916—1917)
- Тихомандрицкий, Матвей Александрович (1844—1921) — математика (1880—1881)
- Тихомиров, Дмитрий Алексеевич (1831—1887) — богословие (1884—1886)
- Тихомирова, Варвара Николаевна (1875—1961) — физика (1912—1918)
- Толстая-Меликова, Софья Венедиктовна (1885—1942) — классическая филология (1912—1916)
- Туган-Барановский, Михаил Иванович (1865—1919) — политическая экономия (1906—1916)
- Тютрюмов, Игорь Матвеевич (1855—1943) — гражданское судопроизводство (1910—1916)

## У
- Умнова, Анна Ивановна (1877—1955) — химия (1905—1918)
- Усов, Михаил Михайлович (1945—1902) — зоология (1883—1884)
- Успенский, Яков Викторович (1883—1947) — математика (1911—1918)

## Ф
- Фаворская, Мария Маркелловна (1877—1960) — практические занятия по химии (1903—1910)
- Фаворская, Татьяна Алексеевна (1890—1986) — органическая химия (1918)
- Фаворский, Алексей Евграфович (1860—1945) — химия (1901—1916)
- Фаминцын, Андрей Сергеевич (1835—1918) — ботаника, физиология (1878—1889)
- Фармаковский, Борис Владимирович (1870—1928) — история искусств (1912—1918)
- Фасмер, Максим Романович (1886—1962) — классическая филология (1914—1916)
- Фаусек, Виктор Андреевич (1861—1910) — зоология (1897—1910)
- Ферингер, Анна Богдановна (1871—1945) — физика (1914—1918)
- Ферсман, Александр Евгеньевич (1883—1945) — минералогия, геохимия (1912—1916)
- Флейшиц, Екатерина Абрамовна (1888—1968) — гражданское право (1913—1918)
- Флоринский, Тимофей Дмитриевич (1854—1919) — славяноведение (1880—1882)
- Форстен, Георгий Васильевич (1857—1910) — история (1891—1899, 1903—1905)
- Фохт, Константин Константинович (1860—1920) — палеонтология (1908—1912)
- Франк, Семён Людвигович (1877—1950) — философия (1907—1916)
- Фридман, Михаил Исидорович (1875—1921) — финансовое право (1910—1916)

## Х
- Хамонтов, Николай Николаевич (1856—1893) — физика (1889—1893)
- Хвалынская, Анна Павловна (1889—?) — общее и сравнительное языкознание (1916—1918)
- Хвольсон, Орест Данилович (1852—1934) — физика (1890—1908)
- Хилинский, Константин Владимирович (1881—1939) — всеобщая история (1907—1916)
- Хлытчиева София Матвеевна (1888—1971) — гражданское право (1914—1918)
- Холодковский, Николай Александрович (1858—1921) — зоология (1886—1887)
- Холодняк, Мария Александровна (1860—1929) — классическая филология (1885—1886, 1906—1907)
- Холодняк, Иван Ильич (1857—1913) — классическая филология, новые языки (1889—1913)

## Ц
- Цейдлер-Мусселиус, Антония Фёдоровна (1876—1966) — химия (1895—1902)
- Церетели, Григорий Филимонович (1870—1938) — классическая филология (1914—1916)

## Ч
- Чубинский, Михаил Павлович (1871—1943) — уголовное право (1910—1916)
- Чугаев, Лев Александрович (1873—1922) — химия (1909—1911)

## Ш
- Шателен, Мария Александровна[8] (1867—1913) — французский язык (1893—1899)
- Шателен, Михаил Андреевич (1866—1957) — физика, электротехника (1890—1897)
- Швааб, Наталия Петровна — немецкий язык (1893—1902)
- Шебор, Иосиф Антонович (1847—1928) — латинский язык (1878—1895)
- Шимкевич, Владимир Михайлович (1858—1923) — зоология
- Шифф, Вера Иосифовна (1858—1919) — математика (1883—1918)
- Шифф, Пётр Александрович (1849—1909) — математика (1890—1908)
- Шишмарёв, Владимир Фёдорович (1874—1957) — романо-германская филология (1907—1918)
- Шишова, Ольга Николаевна — физиология (1911—1916)
- Шляпкин, Илья Александрович (1858—1918) — история русской литературы (1890—1902, 1906—1916)
- Шмидт, Пётр Юльевич (1872—1949) — зоология (1897—1900, 1902—1908)
- Шмурло, Евгений Францевич (1854—1934) — русская история (1884—1887)
- Шнук, И. В. — латинский язык (1878—1889)
- Штауде, Нина Михайловна (1888—1980) — астрономия (1915—1918)
- профессор Шульц, Евгений Александрович (1870—1914) — зоология (1910—1914)
- Шумова-Делеано, Вера Дмитриевна (1878—?) — минералогия, кристаллография (1903—1918)

## Щ
- Щепкина, Екатерина Николаевна (1854—1938) — русская история (1884—1889)
- Щерба, Лев Владимирович (1880—1944) — языковедение (1909—1918)
- Щукарев, Александр Николаевич (1861—1900) — история искусств (1894—1900)

## Ю
- Югенбург, Надежда Ивановна (1891 — не ранее 1971) — статистика (1915—1918)

## Я
- Ягич, Игнатий Викентьевич (1838—1923) — славянская филология (1881—1885)
- Якобсон, Тамара Яковлевна — статистика (1909—1918)
- Яковкин, Александр Александрович (1860—1936) — химия (1897—1916)
- Якубова, Аполлинария Александровна (1869—1917) — практические занятия по агрономической химии (1894—1895), химия (1896—1897)
- Янишевский, Михаил Эрастович (1871—1949) — палеонтология, геология (1916—1919)
- Янсон, Юлий Эдуардович (1835—1893) — политическая экономия (1878—1888)
- Ястребов, Николай Владимирович (1869—1923) — славяноведение (1909—1918)